# 奧扎·伊蘇克·尤爾塔
奧扎·伊蘇克·尤爾塔（Ocak Işık Yurtçu，1945年—2012年9月8日）是一位土耳其記者，於1993年至1997年期間因為報道庫爾德-土耳其衝突而被拘留了32個月。《紐約時報》把尤爾塔稱為新聞自由而鬥爭的“標誌性”土耳其記者。於1996年，尤爾塔獲頒国际新闻自由奖。

## 背景
尤爾塔於1966年在《特快》（Ekspres）開始其記者生涯。在接下來的25年裡，尤爾塔在多個報社中擔任記者或專欄作家一職，其中包括《伊尼根》（Yenigun）、《民族》（Ulus）、《政策》（Politika）、《世界》（Dunya）、《民主主義》（Demokrat）、《太陽》（Gunes）、《共和》（Cumhuriyet）及《新民粹主義》（Yeni Halkci）。 於1971年，尤爾塔在《新民粹主義》上發佈了一系列關於遭受折磨的政治犯的文章而聞名全國。於1975年，尤爾塔成為土耳其全國作家聯盟的榮譽會員。
在被逮捕時，尤爾塔正為《自由議程》工作（Özgür Gündem）。《自由議程》因全面報道庫爾德-土耳其衝突而廣為人知。尤爾塔於《自由議程》擔任主編一職時，此報紙的發行量增長了逾100,000份。

## 1993年逮捕和監禁
於1993年，土耳其政府逮捕了尤爾塔，並指出其《自由議程》報道違反了反恐法第六、七和八條及刑法典第312條。但在實際上，尤爾塔只是負責編輯工作，並沒有執筆編寫這些文章。保護記者委員會指出「世界上沒有人因其他人編寫的文章而被判處這麼多年的監禁」。尤爾塔最終被判有罪，並被判處監禁15年。當他於1994年12月的上訴被駁回時，他就開始服刑。法庭亦下令《自由議程》停止營業。
保護記者委員會隨後把尤爾塔選為土耳其壓制新聞自由的“象徵案件”，而當時的土耳其亦是世上擁有最多在囚記者的國家。負責領導保護記者委員釋放尤爾塔行動的是曾經作為人質的記者特里·A·安德森。
無國界記者亦發起了釋放尤爾塔的行動，並要求歐洲記者收容尤爾塔。其中一個來自法國報紙《費加羅報》的記者認為土耳其記者的支持才是最重要的，並指出：
|  | 土耳其記者支持尤爾塔的行動比西方記者的落後得多……如果不是因為[無國界記者的]行動，沒有人會對尤爾塔感興。 |

於1997年8月14日，土耳其議會一致同意通過有限地特赦尤爾塔的和其他幾位編輯。尤爾塔於翌日獲釋。出獄後，尤爾塔獲監獄檢察官送贈一束花。

## 國際認可
在尤爾塔在囚期間，國際特赦組織把他稱為「良心犯」。於1996年，尤爾塔獲保護記者委員會頒發国际新闻自由奖。而無國界記者則於同年頒予他記者無國界法國基金會獎。
於2000年，尤爾塔成為國際新聞協會世界新聞自由英雄土耳其候選人之一。但是，土耳其世界新聞自由英雄之位最終為人《國籍》編輯阿卜迪·佩克奇所奪。國際新聞協會委員雷蒙德·洛指出他要在尤爾塔和阿卜迪之間選擇是「燒心」般痛苦的。